# Al-Waqf Tower
La Al-Waqf Tower, también conocida como Abdul Aziz Al Babtain Cultural Waqf, es un rascacielos de oficinas situado en la zona Sharq de Kuwait. Tiene 230 m de altura, 50 plantas y fue completado en 2009. Es el cuarto edificio más alto de Kuwait. El diseño de la torre se inspira en una palmera, árbol característico de Oriente Próximo. Tiene un podio comercial y dos sótanos con 120 plazas de aparcamiento. Las plantas 8, 19, 30 y 41 son plantas técnicas.